# Иванов, Александр Иванович (скульптор)
Александр Иванович Иванов (род. 1959) — советский и российский скульптор, член Союза художников России. Живёт и работает в Нижнем Тагиле.

## Биография
Родился 13 мая 1959 года в Нижнем Тагиле (Свердловская область).
Учился в 1976—1983 в Уральском училище прикладного искусства у В. И. Стеканова, В. М. Ушакова; в 1986—1988 на ХГФ Нижнетагильского педагогического института у В. Н. Наседкина и В. П. Антония.
Работал:
1983—1985 — художник в отделе главного архитектора УВЗ;
1985—1987 — бутафор в Нижнетагильском драматическом театре;
1987—1994 — руководитель группы дизайнеров лаборатории производственной эстетики НТМК;
1994—2000 — художник паркового дизайна и ландшафтной скульптуры для парков и скверов Красной Поляны, Хосты, Сочи, Адлера;
2000—2005 — руководитель и художник творческой мастерской «Грани» камнеобрабатывающего предприятия ООО «Горсов Лог» (Нижний Тагил);
С 2005 — свободный художник и скульптор;
2010—2011 преподавал скульптуру в УУПИ.

## Выставки и конкурсы

### Конкурсы
В 2003 был участником всероссийского симпозиума по малой пластике из камня (Пермь); в 2006-м — первого международного фестиваля садово-парковой скульптуры (Екатеринбург); 2007 — первого открытого международного конкурса «Кубок Росси по снежной и ледовой скульптуре» (Салехард); международного фестиваля садово-парковой скульптуры (Актюбинск, Казахстан); международного фестиваля Православной Культуры «Царские дни» (Екатеринбург); 2007, 2008, 2009, 2010, 2011, 2012 — международного фестиваля ледовой скульптуры «Вифлеемская звезда» (Екатеринбург); международного фестиваля современной пластики «Сезон искусства» (Пермь); 2008 — 1 международного конкурса парковой скульптуры из металла (Тобольск); 2010, 2011 — 1 и 2 международного фестиваля актуального искусства из металлолома (Екатеринбург); 2011 — международного фестиваля лэнд-арта «Мифы Урала» (Пермь); 2010, 2012 — международного фестиваля актуального искусства «Лом» (Екатеринбург).

### Выставки
С 1998 года был участником городских выставок. Нижний Тагил, НТМИИ, 2001, 2003 — произведений тагильских художников; В рамках проекта «До Рождества до Рождества» — 2004 — «Ближе к Новому году», 2005 — «О зиме, о Рождестве»; 2005 — к 60-летию Победы в ВОВ; 2006 — весенняя произведений тагильских художников; 2007 — фотовыставка-конкурс «Территория -ПРО»; ко Дню города — 2011 «Вечерний Тагил», 2012 «Художники — городу» к 70-летию НТГО СХР; к 70-летию НТГО СХР; НТМЗ «Горнозаводской Урал» 2006 — VIII-я выставка-конкурс им. Худояровых «Мастер года» по художественной обработке камня и металла; Сочи, 1998, 1999 — «Человек и море», Сочинская художественная галерея областных художников; Уфа, 2000 — декоративно-прикладного искусства художественная галерея; Пермь «Пермская ярмарка» — 2003 «Гармония контрастов», «Театр и время» ВЦ; Екатеринбург 2003 — «Мир камня» ЕМИИ региональных 2003 — «Урал-IX», Екатеринбург; 2003, 2004, 2005 — «Пермская скульптура» художественная галерея, Пермь 2004 — скульптуры "Двенадцать стульев; «Пермская скульптура», Екатеринбург 2006 — семинар-пленэр международных 2002 — современной скульптуры Гамбург, Германия; 2004 — «Гармония контрастов» в рамках фестиваля «И снег, и лёд, и пламень» Пермь, Россия; 2006 — фестиваль скульптуры «Сад без границ» Хеб, Чехия; к 60-летию Победы в Вов ЦДХ, Москва, Россия; VIII «Арт-Пермь 2006» ВЦ «Пермская ярмарка», Пермь, Россия; 2009 — арт-проект Бальве, Германия; персональные Нижний Тагил 2004 — совместно с А. Юхматовым Нижнетагильский МИИ; 2004 — Музейно-выставочный центр Евраз-НТМК; Екатеринбург 2004 — совместно с А. Юхматовым художественная галерея.

## Награды
2006 — Гран-при Международный фестиваль садово-парковой скульптуры Екатеринбург;
2006 — I-е место Международный фестиваль скульптуры «Сад без границ» Хеб, Чехия;
2006 — I-е место Международный конкурс парковой скульптуры из металла Тобольск, Тюменская область;
2011 — Лауреат II-й степени Международного фестиваля актуального искусства из металлолома Екатеринбург;
2012 — I-е место в международном фестивале актуального искусства «Лом» Екатеринбург.

## Коллекции
Нижнетагильский музей изобразительных искусств (Нижний Тагил);
Музей истории камнерезного и ювелирного искусства (Екатеринбург);
Галереии Свердловской области;
Частные коллекции в России (Калининград, Сочи, Нижний Тагил, Екатеринбург, Пермь, Уфа);
Частные коллекции в Германии.

## Скульптуры А. И. Иванова в Нижнем Тагиле
- Городской ангел — сварная скульптурная композиция, состоящая из человека в пальто, очках и шляпе с крыльями за спиной с копьём в руке (образ предположительно был взят из романа «Доктор Живаго»), собаки, которая прячется у его ног и тройного вертикально воткнутого швеллера перед ними; скульптура стоит перед Музеем изобразительных искусств;
- Стрекоза — сварная скульптура, представляющая собой стрекозу, сваренную из металлических деталей (кольца, пружины, баллоны), которая сидит на высоком листе одуванчика, сам цветок одуванчика — большой круглый фонарь, который загорается от электросети в ночное время суток; скульптура стоит в Центральном парке культуры им. Бондина;
- Муравей — сварная скульптура антропоморфного муравья, который стоит, оперевшись на лопату; скульптура стоит Центральном парке культуры им. Бондина;
- Скульптура «Будь счастлив, сынок» — сварная скульптура, представляющая собой фигуру малыша, которого принес аист, на постаменте на разных языках написана фраза «Будь счастлив, сынок», установлена у Городского Перинатального центра по улице Горошникова;
- Памятник Героям Советского Союза — сварная композиция из бронированных листов металла, разорвавшихся снарядов, представляющая собой своеобразный факел — лавровую ветвь на высоком постаменте их красного гранита (2010 год создания), установлена по улице Победы напротив школы № 42/75;
- Собака — небольшая сварная скульптура, представляющая собой сидящую собаку, которая ожидает хозяина возле дверей магазина «Полиграфист», установлена по улице К. Маркса;
- Статуя Свободы — сварная скульптура, уменьшенная копия знаменитой Статуи Свободы в Нью-Йорке; статуя стоит во дворе художественной мастерской, где работает А. Иванов, по улице Уральской;
- «Первопроходцы на Чусовой» — сварная скульптура, представляет собой трех человек в лодке (2015 год создания), установлена на прибрежных камнях в воде на Тагильском пруду, напротив отеля «Park Inn By Radisson Nizhny Tagil»;
- Памятник Петру и Февронии — сварная скульптура, представляющая собой княжескую чету в монашеских одеяниях, развернутых лицом друг к другу (2009 год создания), установлена на смотровой площадке шихана Красный Камень;
- Индейская (Вогульская) деревня — сварная скульптурная композиция, представляющая собой комплекс сваренных из листового металла трёх индейских вигвамов (либо чумов вогулов); скульптура стоит на склоне горы-шихана Красный Камень;
- Студент-художник — сварная скульптура, изображающая человека непонятного, неопределённого ремесла со множеством инструментов в руках и в карманах (гаечные ключи, молотки и прочее) и сложенным мольбертом на ремне, висящем на его плече, почти все эти предметы являются настоящими и стали частью скульптуры просто поскольку были приварены к ней; скульптура стоит возле колледжа декоративно-прикладных искусств вместе с ещё несколькими скульптурами;
- Памятник сотрудникам ГУВД, погибшим на боевом посту (2016 год создания) установлена по улице Островского, в сквере напротив здания Городского управления внутренних дел.